# منتخب إسبانيا تحت 20 سنة لكرة القدم للسيدات
منتخب إسبانيا تحت 20 سنة للسيدات لكرة القدم (بالإسبانية: Selección femenina de fútbol sub-20 de España)‏ هو ممثل إسبانيا الرسمي في المنافسات الدولية في كرة القدم في فئة كرة قدم تحت 20 سنة للسيدات، يديريه الاتحاد الملكي الإسباني لكرة القدم.